# Ирели
Общественное Объединение «Ирели» (азерб. İrəli İctimai Birliyi) — oбщественное объединение в Азербайджане.

## История
Общественное Объединение «ИРЕЛИ» первоначально было создано как Общереспубликанское Молодёжное Движение «ИРЕЛИ» 26 августа 2005 года. За 3 года деятельности Общереспубликанское Молодёжное Движение «ИРЕЛИ» сумело сплотить в одну команду свыше 6000 молодых людей и тем самым превратилось в крупнейшее и самое активное молодёжное движение в республике.
9 декабря 2008 года учредители Общереспубликанского Молодёжного Движения «ИРЕЛИ» приняли решение о роспуске движения. После принятия этого решения появилась идея создания на основе Движения Общественного Объединения «ИРЕЛИ».
24 декабря 2008 года состоялась Учредительная конференция Общественного Объединения «ИРЕЛИ». На конференции приняло участие 380 представителей. Джейхун Османлы был избран председателем Общественного Объединения «ИРЕЛИ». «ИРЕЛИ» стало функционировать в новой форме- как общественное объединение.
После завершения Учредительной конференции был дан старт процессам организации и формирования структуры Общественного Объединения. 16 Апреля 2009 года было проведено первое заседание, на котором были утверждены члены Совета правления, положение о Секретариате и генеральный секретарь.
19 Февраля 2009 года Общественное Объединение «ИРЕЛИ» получило государственную регистрацию в Министерстве юстиции Азербайджанской Республики.

## Цели и функции
Обеспечение развития азербайджанских граждан на общереспубликанском уровне науки, образования, религии, культуры, экологии, религии, культуры, просвещения, спорта, моральности, волонтёрства, а также ведение деятельности в сфере патриотизма, религии, культуры, свободы людей, образование современного гражданина основанных на народно-моральных устоях и обеспечение участия и сотрудничества на общеазербайджанском и международном уровне.